# Mixto de cangrejos, misquinchos y dorados
El combinadito de cangrejo con misquinchos y dorados (o cangrejitos con misquinchos y doraditos) es un plato típico de mariscos de agua dulce del departamento de Tarija de Bolivia.
El combinado consiste principalmente de cangrejos fritos, los cuales se acompañan de pescados misquinchos y dorados (también fritos); papas y mote cocidos; y tajadas de limón, Se suele degustar acompañado de cualquier tipo de refrescos o gaseosas y también de vinos.